# Threskiornis
Threskiornis là một chi chim trong họ Threskiornithidae.